# FC Fémina White Star Woluwe
FC Fémina White Star Woluwe – kobiecy belgijski klub piłki nożnej, mający siedzibę w mieście Woluwe-Saint-Lambert, w środku kraju, występujący od sezonu 2020/21 w rozgrywkach Super League, a wcześniej, w latach 2005–2012 w rozgrywkach Eerste Klasse.

## Historia
Chronologia nazw:
- 2000: FC Fémina White Star Woluwe – po dołączeniu do Royal White Star Bruxelles
- 2017: FC Fémina White Star Woluwe – po rozwiązaniu Royal White Star Bruxelles

Kobieca drużyna piłkarska FC Fémina White Star Woluwe została założona w Woluwe-Saint-Lambert w 2000 roku jako żeńska sekcja męskiego klubu Royal White Star Bruxelles. W sezonie 2000/01 zespół startował w prowincjalnych rozgrywkach Brabant wallon. W 2001 roku Belgijski Związek Piłki Nożnej wprowadził krajowy trzeci poziom, a klub po raz pierwszy mógł wystąpić w krajowych rozgrywkach. Zespół po trzech sezonach wygrał Division 3 (D3) i w 2004 roku awansował do drugiej dywizji. Klub kontynuował dobrą formę i od razu zdobył tytuł mistrza Division 2 w pierwszym sezonie i awansował do Division 1. Zespół przez siedem sezonów grał na najwyższym poziomie i był w stanie utrzymać się tam z mieszanymi wynikami. Kiedy w sezonie 2012/13 powstała Women's BeNe League, w której doszło do połączenia belgijskiej First Division i holenderskiej Eredivisie, klub zdecydował się nie brać udziału i pozostał w Division 1, która spadła do drugiego szczebla.
26 października 2017 roku brukselski sąd I instancji orzekł o rozwiązaniu klubu Royal White Star Bruxelles z powodu zadłużenia. Żeńska sekcja odłączyła się od męskiego klubu i kontynuowała występy jako oddzielny klub z poprzednią nazwą.
W 2019 roku zespół został mistrzem Division 1, ale klub zdecydował się zrezygnować z awansu. Rok później, sezon 2019/20 nie dokończono z powodu pandemii COVID-19, wówczas zespół zajmował drugie miejsce, ale otrzymał promocję do Super League (D1). Zdecydowano o rozszerzeniu Super League z sześciu do dziesięciu zespołów, w wyniku czego klub został przeniesiony do najwyższej ligi. W swoim pierwszym sezonie w Super League drużyna zajęła siódme miejsce w rundzie zasadniczej. Jednak w drugiej fazie play-off klub – częściowo z powodu ogromnej liczby kontuzji – utknął na marnych 3 z 24 punktów, co ostatecznie skutkowało zajęciem ostatniej 10.pozycji. W kolejnych dwóch sezonach był dziewiątym.

## Barwy klubowe, strój, herb, hymn
|  |  |  |

Klub ma barwy biało-czerwono-czarne. Piłkarki domowe spotkania zazwyczaj grają w czerwonych koszulkach, czerwonych spodenkach oraz czerwonych getrach.

## Sukcesy

### Trofea międzynarodowe
Do chwili obecnej klub jeszcze nigdy nie zakwalifikował się do rozgrywek europejskich.

### Trofea krajowe
| \| \| Zdobyte trofea w rozgrywkach Belgii (stan na: 31-05-2023) \| |                                                           |      |                           |
| Rozgrywki                                                          | Osiągnięcie                                               | Razy | Sezon(y)                  |
| Mistrzostwo                                                        | I miejsce                                                 | 0    |                           |
| Mistrzostwo                                                        | II miejsce                                                | 0    |                           |
| Mistrzostwo                                                        | III miejsce                                               | 0    |                           |
| Mistrzostwo                                                        | 7.miejsce                                                 | 1    | 2009/10                   |
| Puchar                                                             | zdobywca                                                  | 0    |                           |
| Puchar                                                             | finalista                                                 | 0    |                           |
| Puchar                                                             | półfinalista                                              | 3    | 2008/09, 2010/11, 2018/19 |
| II liga                                                            | I miejsce                                                 | 2    | 2004/05, 2018/19          |
| II liga                                                            | II miejsce                                                | 3    | 2016/17, 2017/18, 2019/20 |
| II liga                                                            | III miejsce                                               | 0    |                           |
| Belgia                                                             | Zdobyte trofea w rozgrywkach Belgii (stan na: 31-05-2023) |      |                           |

### Inne trofea
- Division 3 (D3):
  - mistrz (1x): 2003/04

## Poszczególne sezony

### Rozgrywki międzynarodowe

#### Europejskie puchary
Klub nigdy nie uczestniczył w rozgrywkach europejskich.

### Rozgrywki krajowe
| \| Belgia \| Bilans występów klubu w rozgrywkach piłkarskich Belgii (Stan na 31 maja 2023 r.) \| \| |                                                                                  |        |       |   |   |   |    |    |     |                       |        |        |      |
| Poziom                                                                                              | Rozgrywki                                                                        | Sezony | Mecze | Z | R | P | B+ | B– | Pkt | Lata                  | Awanse | Spadki | Naj. |
| I                                                                                                   | Division 1 / Super League                                                        | 9      |       |   |   |   |    |    |     | 2005–2012, od 2020/21 | 0      | 1      | 7    |
| II                                                                                                  | Division 2 / Division 1                                                          | 10     |       |   |   |   |    |    |     | 2004/05, 2012–2020    | 2      | 0      | 1    |
| III                                                                                                 | Division 3 / Division 2                                                          | 4      |       |   |   |   |    |    |     | 2000–2004             | 1      | 0      | 1    |
| | Puchar Belgii                                                                    | 22     |       |   |   |   |    |    |     | od 2000/01            | 0      | 0      | 1/2  |
| | Superpuchar Belgii                                                               | 0      |       |   |   |   |    |    |     |                       | 0      | 0      |      |
| Belgia                                                                                              | Bilans występów klubu w rozgrywkach piłkarskich Belgii (Stan na 31 maja 2023 r.) |        |       |   |   |   |    |    |     |                       |        |        |      |

## Piłkarki, trenerzy, prezydenci i właściciele klubu

### Trenerzy
...
- 2017–2019:  Tamara Cassimon
- 2019–2021:  Audrey Demoustier
- 2021–06.2022:  Tiziano Rutilo
- od 06.2022:  Audrey Demoustier

## Struktura klubu

### Stadion
Drużyna rozgrywa swoje mecze domowe w Woluwe-Saint-Lambert na stadionie Stade Fallon, który może pomieścić 3.165 widzów.

## Kibice i rywalizacja z innymi klubami

### Derby
- RSC Anderlecht
- Royale Union Saint-Gilloise